# Новлянское (Волоколамский район)
Новлянское — село в Волоколамском районе Московской области России, входит в состав сельского поселения Спасское. Население — 24 чел. (2010).

## География
Село Новлянское расположено на западе Московской области, в западной части Волоколамского района, на левом берегу реки Рузы, примерно в 15 км к юго-западу от города Волоколамска.
В селе 7 улиц — Берёзовая, Луговая, Озёрная, Осенний бульвар, Полевая, Рузская и Старая, приписано 5 садоводческих некоммерческих товариществ. Связано прямым автобусным сообщением с районным центром. Ближайшие населённые пункты — деревни Клетки, Красная Гора и Житаха.

## Население
| 1852 | 1859 | 1899 | 1926 | 2002 | 2006 | 2010 |
| ---- | ---- | ---- | ---- | ---- | ---- | ---- |
| 186  | ↗313 | ↘228 | ↗231 | ↘27  | ↗37  | ↘24  |

## Достопримечательности
В селе Новлянское расположена церковь Троицы Живоначальной, построенная в 1903—1907 годах. В архитектуре храма сочетаются приёмы классицизма и русского стиля.
В настоящее время в здании церкви ведутся восстановительные работы. Церковь Троицы Живоначальной в селе Новлянское имеет статус памятника архитектуры регионального значения.

## История
До середины XIX века село Новлянское называлось «Новым». В XVII веке в селе была построена деревянная церковь святителя Николая. По мере ветшания церковь дважды заменялась новыми деревянными — в 1658 и в 1736 годах. В 1903—1907 годах в Новлянском был построен кирпичный храм во имя Живоначальной Троицы.

Новлянское, село 2-го стана, Чулковой, Анны Ивановны, Поручика, крестьян 83 душ мужского пола, 103 женского, 1 церковь, 19 дворов, 125 верст от столицы, 48 от уездного города, на проселочной дороге.— Нистрем К. Указатель селений и жителей уездов Московской губернии, 1852 г.
В «Списке населённых мест» 1862 года Новое (Новлянское) — владельческое село 2-го стана Можайского уезда Московской губернии по правую сторону Волоколамского тракта из города Можайска, в 50 верстах от уездного города, при реке Рузе, с 24 дворами, православной церковью и 313 жителями (116 мужчин, 197 женщин).
По данным на 1899 год — село Осташёвской волости Можайского уезда с 228 душами населения.
В 1913 году — 35 дворов, 2 имения.
В 1917 году в составе волости передано Волоколамскому уезду, а в 1919 году включено в состав Бухоловской волости.
По материалам Всесоюзной переписи населения 1926 года — центр Новлянского сельсовета Бухоловской волости в 13 км от Серединского шоссе и 10,5 км от станции Волоколамск Балтийской железной дороги, проживал 231 житель (100 мужчин, 131 женщина), насчитывалось 54 хозяйства, среди которых 25 крестьянских, имелись школа, агропункт, лесничество.
С 1929 года — населённый пункт в составе Волоколамского района Московского округа Московской области. Постановлением ЦИК и СНК от 23 июля 1930 года округа как административно-территориальные единицы были ликвидированы.
1929—1939 гг. — центр Новлянского сельсовета Волоколамского района.
1939—1952 гг. — центр Новлянского сельсовета (до 17.07.1939) и село Клишинского сельсовета Осташёвского района.
1952—1957 гг. — село Черневского сельсовета Осташёвского района.
1957—1963, 1965—1973 гг. — село Черневского сельсовета Волоколамского района.
1963—1965 гг. — село Спасского сельсовета Волоколамского укрупнённого сельского района.
1973—1994 гг. — село Кармановского сельсовета Волоколамского района.
1994—2006 гг. — деревня Кармановского сельского округа Волоколамского района.
С 2006 года — деревня сельского поселения Спасское Волоколамского муниципального района Московской области.